# موج گرما

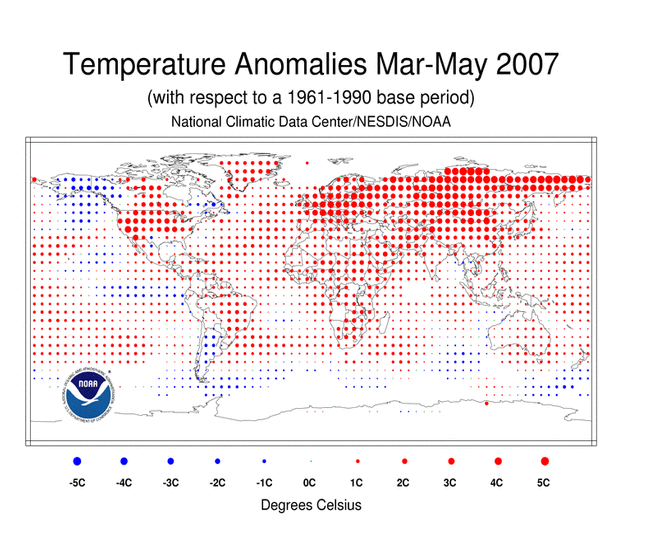
ناهنجاری‌های دما، از مارس تا مه ۲۰۰۷

موج گرما دورهٔ طولانی هوای بسیار داغ است که می‌تواند رطوبت بالا را همراه داشته باشد، به ویژه در کشورهایی که دارای اقلیم اقیانوسی هستند. تعاریف متفاوتی برای موج گرما وجود دارد، ولی اندازه‌گیری این گرما در رابطه با هوای معمول و دمای نرمال منطقه برای آن فصل انجام می‌شود. دمایی که مردم یک منطقه با اقلیم داغتر به عنوان یک دمای نرمال در نظر می‌گیرند در یک منطقهٔ خنکتر اگر بیرون از الگوی اقلیمی نرمال در آن منطقه باشد به عنوان موج گرما در نظر گرفته می‌شود. این اصطلاح هم برای دگرگونی‌های آب و هوایی روتین گرما و هم دگرگونی‌های فوق‌العاده گرما که فقط یک بار در طول یک سده روی می‌دهند به کار می‌رود. امواج گرمای شدید می‌تواند سبب از دست رفتن محصول کشاورزی، مرگ و میر قابل توجه در اثر گرمازدگی و قطع برق گسترده به خاطر استفادهٔ فزاینده از دستگاه‌های خنک کنندهٔ هوا بشود. موج گرما پدیدهٔ خطرناکی است زیرا گرما و آفتاب می‌تواند بدن انسان را بیش از اندازه گرم کند.